# Monte Amariana
Le Monte Amariana est un sommet des Alpes, à 1 905 m, dans les Préalpes carniques, en Italie (Frioul-Vénétie Julienne).